# Wächtersbach
Wächtersbach település Németországban, Hessen tartományban. Lakosainak száma 13 061 fő (2023. december 31.).

## Népesség
A település népességének változása:
| Lakosok száma | 12 261 | 12 501 | 12 542 | 12 797 | 12 948 | 13 061 |
|               | 2014   | 2017   | 2019   | 2021   | 2022   | 2023   |